# San Pedro Amazcala Colonia
San Pedro Amazcala Colonia är en ort i Mexiko.   Den ligger i kommunen El Marqués och delstaten Querétaro Arteaga, i den centrala delen av landet, 190 km nordväst om huvudstaden Mexico City. San Pedro Amazcala Colonia ligger 1 937 meter över havet och antalet invånare är 167.
Terrängen runt San Pedro Amazcala Colonia är platt åt sydost, men åt nordväst är den kuperad. Runt San Pedro Amazcala Colonia är det ganska tätbefolkat, med 120 invånare per kvadratkilometer. Närmaste större samhälle är Santa Rosa Jauregui, 18,2 km väster om San Pedro Amazcala Colonia. Omgivningarna runt San Pedro Amazcala Colonia är en mosaik av jordbruksmark och naturlig växtlighet.